# Westpac
Westpac est une banque australienne qui fait partie de l'indice S&P/ASX 50. C'est l'une des quatre principales banques australiennes et la deuxième banque néo-zélandaise. En novembre 2011, Westpac avait 12,2 millions de clients, avec 2 900 distributeurs automatiques et 1 200 agences. La banque a été poursuivie pour diverses malversations et on lui a reproché de soutenir des projets nuisant au climat et/ou à la biodiversité puis la banque a affiché l'ambition de devenir « carboneutre et résiliente au changementclimatique » avant 2050.

## Histoire
En 2008, Westpac fusionne avec St. George Bank.
En octobre 2013, Westpac rachète les activités australiennes de Lloyds Banking Group pour 1,45 milliard de dollars australiens.
Le 14 juillet 2015, la Banque du Pacifique sud (en) achève l'achat pour 68 millions de $ des activités de la Westpac dans les Tonga, les Samoa et les îles Cook. La Westpac Banque des Tonga, anciennement Banque des Tonga jusqu'en 2001 en fait partie.
En 2020, la banque australienne doit s'acquitter d'une amende de 1,3 milliard de dollars australien. Westpac est accusé par le gouvernement et le gendarme financier australiens d'avoir violé 23 millions de fois le règlement anti-blanchissement et de la prévention contre le terrorisme[réf. nécessaire].
En décembre 2020, Westpac vend ses activités d'assurances, incluant un partenariat de distribution d'assurance, à Allianz pour 535 millions de dollars américains.
En août 2021, Dai-ichi Life annonce l'acquisition des activités d'assurance vie de Westpac pour 665 millions de dollars américains.

## Inconduite financière

### Manipulation des taux d'intérêt de référence
En avril 2016, la Commission australienne des valeurs mobilières et des investissements a engagé des poursuites judiciaires contre Westpac pour manipulation des taux d'intérêt de référence australiens, alléguant qu'elle avait négocié de manière à créer un prix artificiel pour les billets de banque. Elle a en outre allégué que Westpac cherchait à maximiser ses profits ou à minimiser ses pertes au détriment de ceux qui détenaient des positions opposées à celles de Westpac.
En novembre 2018, Westpac a été condamnée à l'amende maximale de 3,3 millions de dollars, et à payer les frais de justice.

### Scandale de blanchiment d'argent et d'exploitation d'enfants
En novembre 2019, il a été révélé que Westpac était accusée d'avoir violé les lois anti-blanchiment d'argent, d'exploitation d'enfants et de financement de la lutte contre le terrorisme, ce qui a provoqué la démission de son PDG (Brian Hartzer). Selon le régulateur australien, Westpac a commis 23 millions de violations de la loi anti-blanchiment d'argent, ce qui constitue le plus grand scandale de blanchiment d'argent jamais enregistré en Australie à ce jour.
Le 24 septembre 2020, Westpac et A USTRAC ont convenu d'une amende de 1,3 milliard de dollars pour les violations par Westpac de la loi de 2006 sur la lutte contre le blanchiment d'argent et le financement du terrorisme (la plus grosse amende jamais infligée à une entreprises australiennes).

### Spams (Campagne de vente non sollicitée)
En août 2021, Westpac a été condamnée à une amende de 10,5 millions de dollars pour manquement au devoir d'intérêt supérieur après avoir fourni des conseils personnels sur les produits financiers lors d'appels à 14 clients dans le cadre d'une campagne de vente. Cette campagne de vente visait à faire passer les clients de leur retraite existante aux produits de retraite Westpac.

### Une série de cas de mauvaise conduite
En avril 2021, la Commission australienne des valeurs mobilières et des investissements a lancé six procédures de sanction civile contre Westpac pour mauvaise conduite présumée et manquements généralisés à la conformité. Ces six affaires, toutes réglées en avril 2022, étaient :
- la facturation de 10,9 millions de dollars de frais de conseil à 11 800 clients morts, pour des services qui n'ont jamais été fournis (amende de 40 millions de dollars) ;
- distribution de polices d'assurance en double à 7 000 clients pour la même propriété, émissions de polices d'assurance à 329 clients n'ayant pas donné leur consentement (amende de 15 millions de dollars) ;
- facturation de 10,6 millions de dollars de conseil financier continu, à au moins 25 000 clients, sans divulguer ces frais (amende de 6 millions de dollars) ;
- facturation de frais à 21 000 comptes d'entreprise radiés, détenant 120 millions de dollars de fonds au lieu de les remettre à l'ASIC ou au Commonwealth (amende de 20 millions de dollars) ;
- vente de cartes de crédit à la consommation et de prêts flexibles à des acheteurs de créances avec des taux d'intérêt incorrects ayant entraîné une surfacturation des intérêts à 16 000 clients (amende de 12 millions de dollars) ;
- facturation à 9 900 membres de primes d'assurance intégrant des paiements de commissions qui sont interdits (amende de 20 millions de dollars).

Westpac a été condamné à une amende totale de 113 millions de dollars pour cette série d'affaires de mauvaise conduite.

### Allégations de délit d'initié et de swap d'intérêts
En mai 2021, le régulateur australien (ASIC) a entamé une procédure devant la Cour fédérale d'Australie pour des allégations de délit d'initié et de conduite déraisonnable concernant une transaction de taux de swap d'intérêt de 12 milliards de dollars, réalisée en 2016, avec AustralianSuper.
En janvier 2024, l'ASIC a abandonné l'allégation de délit d'initié, mais Westpac a été condamné à verser 1,8 million de dollars et 8 millions de dollars d'amende supplémentaires pour couvrir les frais de litige et d'enquête de l'ASIC pour conduite déraisonnable.

### Responsabilité sociale d'entreprise (RSE)
En 2002, Westpac a publié un rapport d'impact social décrivant le plan de la banque pour répondre aux normes internationales dans le domaine de la RSE. Ceci a conduit Westpac à être classée comme le leader mondial de la durabilité pour le secteur bancaire dans l'indice Dow Jones de durabilité de 2004 à 2007.
En 2012, Westpac a pourtant été critiquée pour avoir soutenu des opérations d'exploitation forestière dans les îles Salomon qui détriment de la forêt tropicale primaire vierge. Pour cette raison, le parti des Verts australiens a demandé que les prix Banksia soient retirés à Westpac.
Westpac a été l'une des treize principales entreprises de l'ASX 20 à soutenir la campagne « Oui » du référendum de 2023 sur la voix des autochtones australiens,.

## Finance durable
Selon son site internet (version octobre 2024), Wespac déclare avoir fait partie des membres fondateurs de l’Initiative de financement du Programme des Nations Unies pour l’environnement et veut devenir une banque carboneutre et résiliente au changement climatique. La banque a rejoint (en juillet 2022) la Net-Zero Banking Alliance (NZBA), cherche à réduire ses émissions opérationnelles et financées et à aligner nos portefeuilles de prêts sur des émissions financées à zéro émission nette d’ici 2050, conformément à une trajectoire visant à limiter le réchauffement climatique à 1,5 °C au-dessus des niveaux préindustriels d’ici 2100. Elle a signé les Principes de l’Équateur en 2003 et a publié une prise de position sur le changement climatique en 2008. Elle s'est dotée d'un plan d’action sur les changements climatiques à horizon 2025 (validé par plus de 90 % des actionnaires en 2023), et d'autres objectifs à horizon 2030, pour notamment « Soutenir la transition des clients vers la neutralité carbone et renforcer leur résilience climatique » et aligner son portefeuille de prêts sur la neutralité carbone d’ici 2050 (pour un réchauffement de 1,5 °C conforme à son engagement NZBA de prêts sectoriels dans les secteurs à forte intensité de carbone et de finance durable. Elle participe aux groupes de travail de l’Australian Banking Association et de l’Australian Sustainable Finance Institute sur le  risque climatique anthropique, la divulgation climatique, les émissions financées et la taxonomie de la finance durable.